# شهرستان لی (فلوریدا)
شهرستان لی، فلوریدا (به انگلیسی: Lee County, Florida) یک سکونتگاه مسکونی در ایالات متحده آمریکا است که در فلوریدا واقع شده‌است.

## خصوصیات
شهرستان لی ۳٬۱۳۹٫۰۸ کیلومترمربع مساحت دارد.